# Milktea Kiss
「Milktea Kiss」（ミルクティー・キス）は、佐藤ひろ美（佐藤裕美名義）の楽曲。吠士隆が作詞、上松範康が作曲を手掛けた。佐藤の通算12枚目のシングルとして2005年7月13日にアリアエンターテインメントから発売された。

## 概要
佐藤のシングルとしては前作「Sugar season vol.2 〜夏花〜」以来、約3か月半ぶりのリリースとなる。
表題曲の「Milktea Kiss」はTeriosが開発したアダルトゲーム『まじかるカナン -RISEA-』のオープニングテーマ、カップリング曲の「ときのゆりかご」は同ゲームのエンディングテーマにそれぞれ使用された。
シングルにリミックスバージョンが収録されるのは今回が初めてである。
オリコンチャートは圏外となった。

## シングル収録内容
| 全作詞: 吠士隆。 |                                    |           |           |          |      |
| #                | タイトル                           | 作詞      | 作曲      | 編曲     | 時間 |
| 1.               | 「Milktea Kiss」                   | 吠士隆    | 上松範康  | 藤間仁   | 4:40 |
| 2.               | 「ときのゆりかご」                 | 吠士隆    | 藤田淳平  | 藤田淳平 | 4:18 |
| 3.               | 「Milktea Kiss」(sweet pop mix)    | 吠士隆    | 上松範康  | 菊田大介 | 4:25 |
| 4.               | 「Milktea Kiss」(Off vocal ver.)   | 吠士隆    |           |          | 4:39 |
| 5.               | 「ときのゆりかご」(Off vocal ver.) | 吠士隆    |           |          | 4:15 |
| 合計時間:        | 合計時間:                          | 合計時間: | 合計時間: | 22:17    |      |